# Guus Hoogmoed
Guus Hoogmoed (né le 27 septembre 1981 à Utrecht) est un athlète néerlandais, spécialiste du sprint et du relais.
Finaliste du relais 4 × 100 m à Pékin, ses meilleurs temps sont de :
- 100 m :	10 s 15	+1,90	Vaasa 23 juin 2007
- 200 m :	20 s 48	-0,50	Amsterdam 1er juillet 2007

## Palmarès
| Année | Compétition                    | Lieu     | Résultat | Épreuve   | Performance |
| ----- | ------------------------------ | -------- | -------- | --------- | ----------- |
| 2005  | Championnats d’Europe en salle | Madrid   | 4e       | 200 m     | 21 s 12     |
| 2006  | Championnats d’Europe          | Göteborg | 8e       | 4 × 100 m | 39 s 64     |
| 2008  | Jeux olympiques                | Pékin    | 6e       | 4 × 100 m | 45 s 81     |